# Angelus Silesius

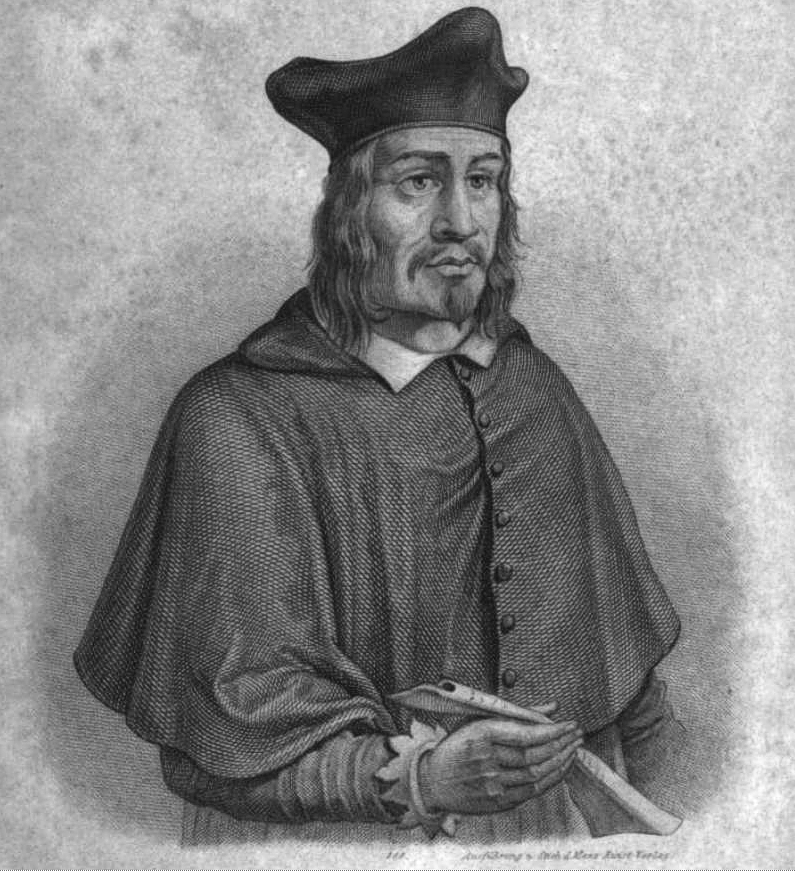
Angelus Silesius

Angelus Silesius (Latijn voor Silezische bode of engel, gedoopt te Breslau, 25 december 1624 - aldaar, 9 juli 1677) is de naam die de oorspronkelijk lutherse arts en mystiek dichter Johannes Scheffler na zijn bekering tot het katholicisme (1653) aangenomen heeft en waaronder hij bekend geworden is. Zijn roem berust voornamelijk op Der Cherubinischer Wandersmann (oder Geistreiche Sinn- und Schlussreime), een grotendeels uit tweeregelige alexandrijnen bestaande dichtbundel die algemeen tot de hoogtepunten van de Duitse literatuur uit de barok wordt gerekend.

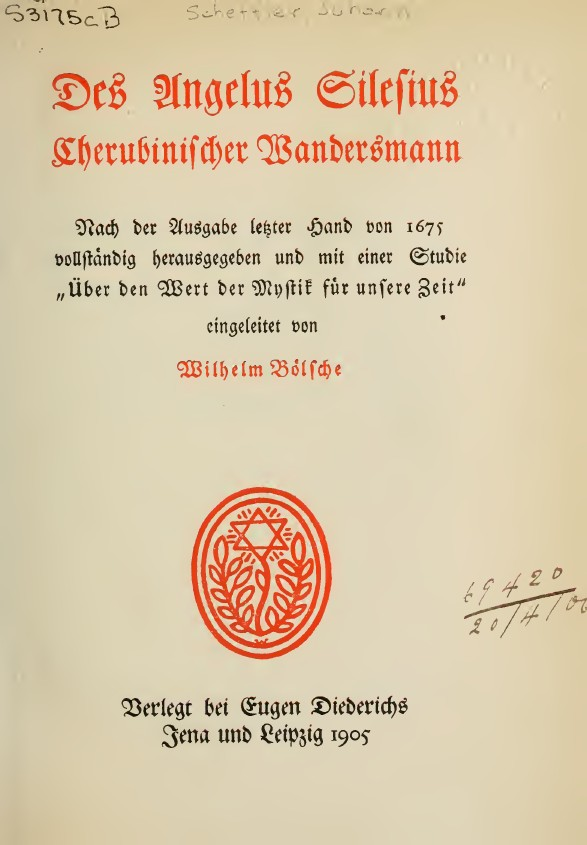
Des Angelus Silesius Cherubinischer Wandersmann (1905)

De bloemlezing in het Nederlands, voorzien van een beknopte biografie gevolgd door een beschouwing over zijn dichterschap en mystiek, dateert uit 1971: Angelus Silesius. Zwerver tussen hemel en aarde en is van de hand van Jacques Benoit. In 2020 is een tweede bloemlezing verschenen: Leven zonder waarom: De mystieke erfenis van een hemelse zwerver waarin verschillende verzen vertaald door Bertus ten Doeschot en Rob van der Hoeden zijn opgenomen.